# Hoàng Kiến Phát
Hoàng Kiến Phát (tiếng Trung giản thể: 黄建发, bính âm Hán ngữ: Huáng Jiànfā, sinh tháng 1 năm 1965, người Hán) là chính trị gia nước Cộng hòa Nhân dân Trung Hoa. Ông là Ủy viên Ủy ban Trung ương Đảng Cộng sản Trung Quốc khóa XX, hiện là Phó Bí thư chuyên chức Tỉnh ủy, Bí thư Ủy ban Chính Pháp Tỉnh ủy Chiết Giang. Ông từng là Bộ trưởng Bộ Thống Chiến, Bộ trưởng Bộ Tổ chức Tỉnh ủy Chiết Giang; Thường vụ Tỉnh ủy, Bộ trưởng Bộ Tổ chức Tỉnh ủy Tứ Xuyên.
Hoàng Kiến Phát là đảng viên Đảng Cộng sản Trung Quốc, học vị Thạc sĩ Địa chất Địa chấn, chức danh Phó Nghiên cứu viên. Ông có sự nghiệp hơn 20 năm trong ngành địa chất trước khi được điều về công tác ở các vùng địa phương.

## Xuất thân và giáo dục
Hoàng Kiến Phát sinh vào tháng 1 năm 1965 ở huyện Thiệu Vũ, nay là thành phố cấp huyện Thiệu Vũ thuộc địa cấp thị Nam Bình, tỉnh Phúc Kiến. Cộng hòa Nhân dân Trung Hoa. Ông lớn lên và tốt nghiệp cao trung ở Thiệu Vũ, đến tháng 9 năm 1980 thì thi cao khảo và đỗ Đại học Chiết Giang khi 15 tuổi, tới Hàng Châu nhập học hệ địa chất học, tốt nghiệp Cử nhân chuyên ngành Địa chất khu vực vào tháng 7 năm 1984. Sau khi tốt nghiệp 1 tháng, ông tiến nhập Sở nghiên cứu Địa chất thuộc Cục Địa chấn Quốc gia – nay được sáp nhập vào Đại học Viện Khoa học Trung Quốc, nghiên cứu địa chấn học và địa chất học chuyên nghiệp, nhận bằng Thạc sĩ Địa chất Địa chấn vào tháng 7 năm 1987, đồng thời được kết nạp Đảng Cộng sản Trung Quốc vào thời điểm tốt nghiệp này. Hoàng Kiến Phát từng tham gia nhiều khóa tập huấn, bồi dưỡng chính trị như khóa tiến tu cán bộ phân bộ cơ quan Đảng và Nhà nước giai đoạn tháng 3–7 năm 2003; tiến tu cán bộ cấp địa, sảnh giai đoạn tháng 5–7 năm 2006; bồi dưỡng cán bộ trung, thanh niên khóa 28 giai đoạn tháng 3–7 năm 2010, tất cả đều ở Trường Đảng Trung ương Đảng Cộng sản Trung Quốc.

## Sự nghiệp

### Ngành địa chất
Tháng 8 năm 1987, sau khi nhận bằng thạc sĩ ở tuổi 22, Hoàng Kiến Phát được Sở nghiên cứu Địa chất giữ lại làm thực tập sinh nghiên cứu, trợ lý nghiên cứu viên trong 5 năm, từng được cử vào đội ngũ giảng viên của cơ quan trung ương, điều về Trường tiến tu giảng viên Quan Kiều của Thương Châu, Hà Bắc để hỗ trợ giảng dạy từ tháng 8 năm 1987 đến tháng 8 năm 1988. Tháng 8 năm 1992, ông được bổ nhiệm ngạch chủ nhiệm khoa viên của Phòng thứ nhất thuộc Ty Hợp tác quốc tế, Cục Địa chất Quốc gia, rồi dẫn là Phó Trưởng phòng phụ trách thường nhật vào tháng 6 năm 1994 và Trưởng phòng từ tháng 10 năm 1996. Tháng 3 năm 1998, ông được điều sang New Zealand, nhậm chức Bí thư thứ Nhất của Đại sứ quán Trung Quốc tại New Zealand, cũng được phong chức danh khoa học là Phó Nghiên cứu viên vào tháng 9 năm 2000. Tháng 10 năm này, ông trở về nước, vào Ty Phát triển khoa học kỹ thuật – Ty Hợp tác quốc tế cũ được đổi tên – của Cục Địa chấn, là cán bộ cấp chính xứ rồi Trợ lý Thanh tra kiêm Chủ nhiệm Văn phòng các vấn đề Hồng Kông, Ma Cao và Đài Loan của cục vào tháng 3 năm 2001, thăng chức là Phó Ty trưởng từ tháng 8 năm 2002. Sang tháng 5 năm 2003, ông được điều về Phúc Kiến, nhậm chức Bí thư Đảng tổ, Cục trưởng Cục Địa chất Phúc Kiến, được hơn 1 năm thì trở lại cục nhậm chức Ty trưởng Ty Ứng phó khẩn cấp thiên tai động đất vào tháng 8 năm 2004.

### Tứ Xuyên và Chiết Giang
Tháng 11 năm 2010, sau hơn 20 năm công tác ở Cục Địa chất Quốc gia, Hoàng Kiến Phát bước sang giai đoạn mới của sự nghiệp khi được điều chuyển tới tỉnh Tứ Xuyên, chỉ định vào Ủy ban Thường vụ Thành ủy Thành Đô công tác, và là Chủ tịch Tổng Công hội Thành Đô từ tháng 3 năm 2012, Tổng thư ký Thành ủy Thành Đô từ tháng 4 năm 2013. Tháng 6 năm 2015, ông được điều tới Bộ Tổ chức Tỉnh ủy Tứ Xuyên nhậm chức Phó Bộ trưởng thường vụ, rồi được bầu vào Ủy ban Thường vụ Tỉnh ủy, thăng chức làm Bộ trưởng Bộ Tổ chức Tỉnh ủy, cấp phó tỉnh từ tháng 3 năm 2017, và kiêm nhiệm là Hiệu trưởng Trường Đảng Tỉnh ủy Tứ Xuyên.
Tháng 7 năm 2018, Hoàng Kiến Phát được điều tới Chiết Giang, được chỉ định vào Ủy ban Thường vụ Tỉnh ủy, nhậm chức Bộ trưởng Bộ Tổ chức Tỉnh ủy Chiết Giang, kiêm Hiệu trưởng Trường Đảng Tỉnh ủy. Ba năm sau, ngày 21 tháng 6 năm 2021, ông được bầu làm Phó Bí thư chuyên chức Tỉnh ủy, phân công là Bộ trưởng Bộ Công tác Mặt trận Thống nhất Tỉnh ủy, cho đến tháng 5 năm 2022 thì chuyển chức sang Bí thư Ủy ban Chính Pháp Tỉnh ủy, đồng thời được bầu là đại biểu của Chiết Giang dự Đại hội Đảng Cộng sản Trung Quốc lần thứ XX. Trong quá trình bầu cử tại đại hội, ông được bầu là Ủy viên Ủy ban Trung ương Đảng Cộng sản Trung Quốc khóa XX.